# اتفاقيات أرتميس
اتفاقيات أرتميس هي اتفاقية دولية بين الحكومات المشاركة في برنامج أرتميس، وهو جهدٌ بقيادة الولايات المتحدة لإعادة البشر إلى القمر بحلول عام 2025، بهدف أوسع هو توسيع استكشاف الفضاء. اعتبارًا من يوليو 2022، وقعت 21 دولةً ومنطقةً واحدةً لتكون أعضاء في اتفاقيات أرتميس، مع تقسيمها حسب القارات على النحو التالي: 8 في أوروبا، و7 في آسيا، و3 في أمريكا الشمالية، و2 في أوقيانوسيا، و2 في أمريكا الجنوبية.
وضعت الاتفاقيات، التي صاغتها وكالة ناسا ووزارة الخارجية الأمريكية، إطارًا للتعاون في الاستكشاف المدني والاستخدام السلمي للقمر والمريخ والأجرام الفلكية الأخرى. وهي تستند صراحة إلى معاهدة الأمم المتحدة للفضاء الخارجي لعام 1967، والتي يلتزم الموقعون عليها بدعمها، والاستشهاد بمعظم الاتفاقيات الرئيسية التي توسطت فيها الأمم المتحدة والتي تشكل قانون الفضاء.
تم التوقيع على الاتفاقيات في 13 أكتوبر 2020 من قبل ممثلي وكالات الفضاء الوطنية لثماني دول هي: أستراليا وكندا وإيطاليا واليابان ولوكسمبورغ الإمارات العربية المتحدة والمملكة المتحدة والولايات المتحدة. الموقعون اللاحقون هم أوكرانيا وكوريا الجنوبية ونيوزيلندا والبرازيل وبولندا والمكسيك إسرائيل ورومانيا البحرين وسنغافورة وكولومبيا وفرنسا والسعودية. تظل الاتفاقيات مفتوحة للتوقيع إلى أجل غير مسمى، حيث تتوقع ناسا انضمام دولٍ أخرى. قد لا يشارك الموقعون الإضافيون على الاتفاقات بشكل مباشر في برنامج أرتميس، لكنهم مع ذلك ملتزمون بالمبادئ المنصوص عليها في الاتفاقيات.

## التاريخ
في 5 مايو 2020، نشرت رويترز تقريرًا حصريًا مفاده أن إدارة ترامب كانت بصدد صياغة اتفاقية دولية جديدة للتعدين على القمر، والتي من شأنها أن تُستمد من معاهدة الفضاء الخارجي لعام 1967. بعد عشرة أيام، أعلن مدير ناسا جيم بريدنشتاين رسميًا عن اتفاقيات أرتميس، وهي سلسلة من الاتفاقيات الثنائية مع الدول الشريكة تهدف إلى إنشاء إطار عمل منظم لاستكشاف وتعدين القمر.
نشأت الاتفاقات من برنامج أرتميس الذي يحمل الاسم نفسه، وهي خطة أمريكية أطلقت في عام 2017 لإرسال أول امرأة والرجل التالي إلى القمر بحلول عام 2024. وذكر بريدنشتاين أن الاتفاقات تهدف إلى إنشاء مجموعة موحدة من المبادئ التوجيهية للبلدان لتجنب الصراع المحتمل أو سوء الفهم في المساعي الفضائية المستقبلية؛ قد تشارك الحكومات الموقعة على الاتفاقيات رسميًا في برنامج أرتميس.
تمت صياغة الاتفاقيات من قبل وكالة ناسا بالتعاون مع وزارة الخارجية الأمريكية ومجلس الفضاء الوطني المعاد إنشاؤه حديثًا. تم إصدار مسودة إلى العديد من الحكومات للتشاور قبل الإعلان عن الوثيقة النهائية في مايو 2020.
في 13 أكتوبر 2020، في حفل مسجل وبث مباشر، تم التوقيع على الاتفاقيات من قبل مديري وكالات الفضاء الوطنية للولايات المتحدة وأستراليا وكندا واليابان ولوكسمبورغ وإيطاليا والمملكة المتحدة والإمارات العربية المتحدة. وقع رئيس وكالة الفضاء الوطنية الأوكرانية على الاتفاقات بعد شهرٍ واحدٍ بالضبط.
في 24 مايو 2021، أصبحت كوريا الجنوبية الدولة العاشرة الموقعة على الاتفاقيات، وانضمت نيوزيلندا بعدها بأسبوعٍ. في يونيو التالي، أصبحت البرازيل أول دولةٍ في أمريكا اللاتينية تنضم إلى اتفاقيات أرتميس،  بعد أن أشارت سابقًا إلى نيتها التوقيع في عام 2020.
وفقًا لصحيفة الحقائق الصادرة عن البيت الأبيض في عام 2021، تدرس الهند إمكانية التعاون مع الولايات المتحدة في اتفاقيات أرتميس وبرنامج أرتميس.
وقعت بولندا الاتفاقات في المؤتمر الدولي للملاحة الفضائية 2021 في دبي.
في 9 ديسمبر 2021، انضمت المكسيك إلى الاتفاقات.
في 16 يناير 2022، أعلنت حكومة إسرائيل موافقتها على انضمام إسرائيل إلى الاتفاقات. وقعت إسرائيل على الاتفاقات في 26 يناير 2022.
في 1 مارس 2022، وقعت رومانيا على الاتفاقات.
في 2 مارس 2022، وقعت البحرين على الاتفاقات.
في 28 مارس 2022، وقعت سنغافورة على الاتفاقات.
في 10 مايو 2022، وقعت كولومبيا على الاتفاقات.
وقعت فرنسا اتفاقيات أرتميس في 7 يونيو 2022 بعد اجتماعات في 10 نوفمبر 2021 مع كامالا هاريس عندما أعرب الرئيس الفرنسي إيمانويل ماكرون عن نيته انضمام فرنسا إلى الاتفاقات.
في 14 يوليو 2022، وقعت المملكة العربية السعودية على الاتفاقات.

## الاتفاقيات
على الرغم من كونها شرطًا أساسيًا للمشاركة في برنامج أرتميس، فقد تم تفسير الاتفاقيات على أنها تقنين للمبادئ الأساسية والإرشادات لاستكشاف الفضاء بشكل عام. والغرض المعلن عنها هو «توفير التنفيذ العملي للالتزامات الهامة الواردة في معاهدة الفضاء الخارجي وغيرها من الأغراض». الاتفاقات هي وثيقة واحدة موقعة من قبل كل دولة تلتزم بمبادئ الاتفاقيات. من المتوقع أن تشير الاتفاقيات الثنائية بين وكالات الفضاء لعمليات محددة على القمر وما بعده إلى الاتفاقيات وتطبيقها في مشاريع معينة.
الأحكام:
- التأكيد على أن الأنشطة التعاونية بموجب هذه الاتفاقات ينبغي أن تكون للأغراض السلمية حصريًا ووفقًا للقانون الدولي ذي الصلة.
- تأكيد الالتزام بالشفافية وتبادل المعلومات العلمية، بما يتفق مع المادة الحادية عشرة من معاهدة الفضاء الخارجي.
- الدعوة إلى الالتزام ببذل الجهود المعقولة للاستفادة من معايير التشغيل البيني الحالي للبنية التحتية الفضائية، ووضع معايير عندما لا تكون موجودة أو غير كافية.
- الدعوة إلى الالتزام ببذل كل الجهود المعقولة لتقديم المساعدة اللازمة للعاملين في الفضاء الخارجي الذين يعانون من محنة ووفقًا لالتزاماتهم بموجب اتفاقية الإنقاذ والعودة.
- تحديد المسؤولية عن تسجيل الأجسام في الفضاء، كما هو مطلوب في اتفاقية التسجيل.
- الدعوة إلى الالتزام بمشاركة المعلومات علنًا حول أنشطتها والمشاركة المفتوحة للبيانات العلمية. أثناء القيام بذلك، يوافق الموقعون على التنسيق مع بعضهم البعض لتوفير الحماية المناسبة لأي معلومات ملكية و/أو خاضعة للرقابة على الصادرات، ولا يمتد هذا الحكم إلى عمليات القطاع الخاص ما لم يتم إجراؤه نيابة عن المُوقّع.
- إدراج اتفاقية للحفاظ على تراث الفضاء الخارجي، والتي يرون أنها تشمل مواقع إنزال بشرية أو آلية ذات أهمية تاريخية، ومصنوعات يدوية، ومركبات فضائية، وغيرها من الأدلة على النشاط، والمساهمة في الجهود المتعددة الجنسيات لتطوير الممارسات والقواعد للقيام بذلك.
- ضُمِّن اتفاقٌ على أن استخراج الموارد الفضائية واستخدامها يجب أن يتم بطريقة تمتثل لمعاهدة الفضاء الخارجي ودعمًا للأنشطة الآمنة والمستدامة. يؤكد الموقعون على أن هذا لا يشكل في جوهره ملكية وطنية، وهو أمر تحظره معاهدة الفضاء الخارجي. كما تعبروا عن نيتهم في المساهمة في الجهود المتعددة الأطراف لتطوير الممارسات والقواعد الدولية بشأن هذا الموضوع.
- إعادة تأكيد التزام الموقعين بأحكام معاهدة الفضاء الخارجي المتعلقة بالمراعاة الواجبة والتدخل الضار في أنشطة الدول الأخرى، وتقديم المعلومات المتعلقة بمكان وطبيعة الأنشطة الفضائية. يُعرِب الموقعون عن نيتهم في المساهمة في الجهود المتعددة الأطراف لمواصلة تطوير الممارسات والمعايير والقواعد الدولية لضمان ذلك. ولتنفيذ ذلك، تنص الاتفاقات على الإعلان عن «مناطق أمان»، حيث يمكن أن تتسبب العمليات الأخرى أو الأحداث الشاذة في حدوث تداخلٍ ضارٍ بشكلٍ معقولٍ. يجب أن يعتمد حجم ونطاق هذه المناطق الآمنة على طبيعة وبيئة العمليات المعنيّة، وأن يتم تحديدها بطريقة معقولة تستفيد من المبادئ العلمية والهندسية المقبولة عمومًا. يلتزم المُوقّعون داخل مناطق الأمان الخاصة بهم باحترام مبدأ حرية الوصول إلى جميع مناطق الأجرام السماوية من قبل الآخرين وجميع الأحكام الأخرى لمعاهدة الفضاء الخارجي.
- تضمين التزامٍ بالتخفيف من الحطام الفضائي والحد من توليد حطام فضائي ضار جديد في العمليات العادية، والتحطم في مراحل التشغيل أو ما بعد المهمة، والحوادث.

## ملحوظات
1. ↑  باستثناء اتفاقية القمر، بالرغم من تصديق أستراليا عليها.

## وصلات خارجية
- اتفاقيات أرتميس في وكالة ناسا